# 路易斯·德·波旁-法爾內塞
路易斯王子（西班牙語：El infante don Luis，1727年7月25日—1785年8月7日），欽瓊伯爵，西班牙國王費利佩五世的幼子。

## 家庭
1776年，路易斯與瑪麗亞·特蕾莎·瓦拉布里加結婚，兩人共有1子2女：
1. 路易斯·馬利亞（英语：Luis María de Borbón y Vallabriga）（1777年—1823年）
2. 瑪麗亞·特蕾莎（英语：María Teresa de Borbón, 15th Countess of Chinchón）（1779年—1828年），曼努埃爾·戈多伊的妻子
3. 瑪麗亞·路易莎（1780年—1846年）